# مرشدات

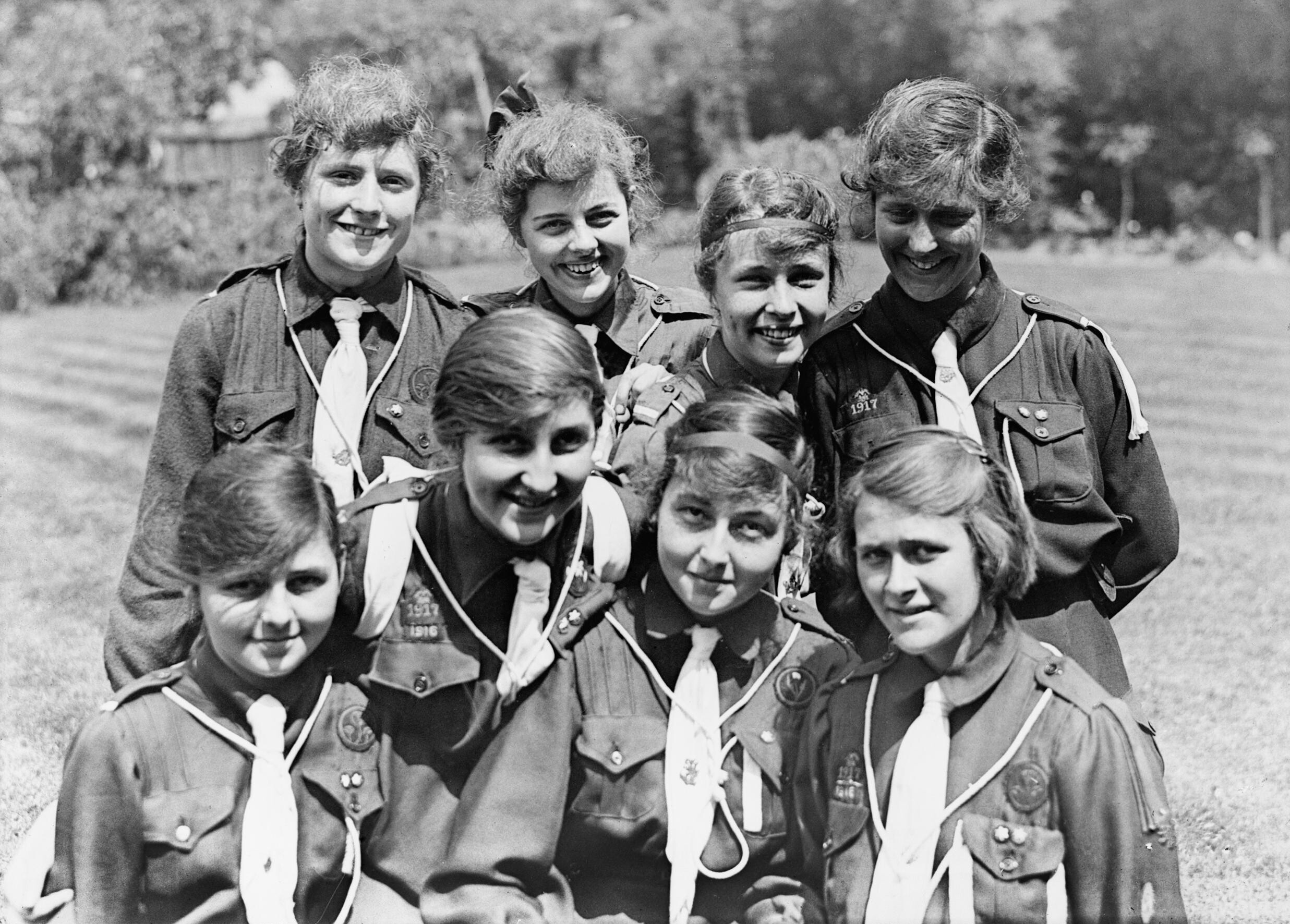
مرشدات في عام 1918

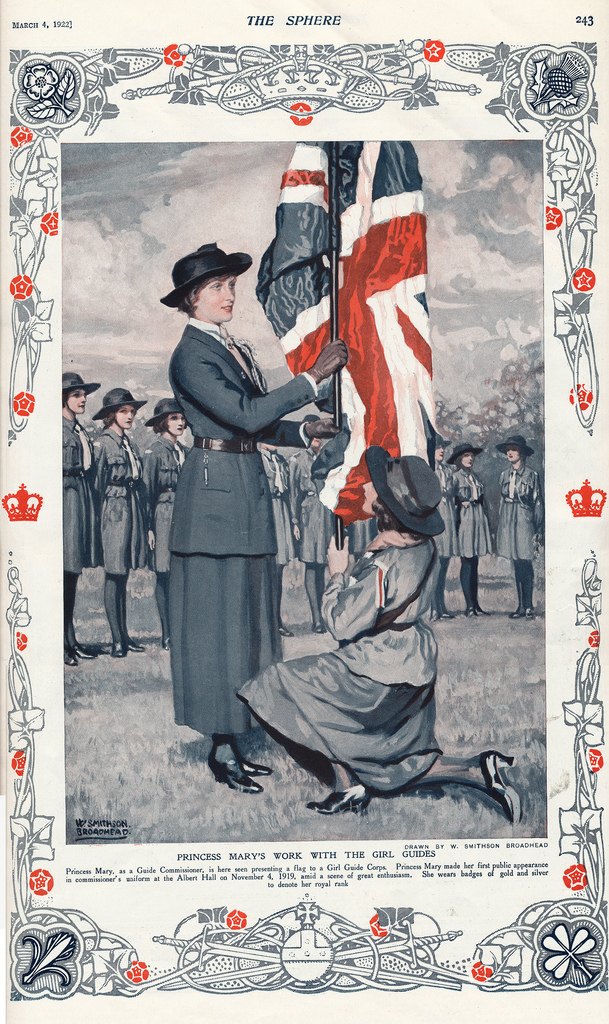
الأميرة ماري والمرشدات في عام 1922

مرشدات وفتيات الكشافة حركات مشابهة للكشافة في الأصل، والتي لا تزال إلى حد كبير، بالنسبة للفتيات والنساء فقط. تطورت في عام 1909 من الفتيات الذين يرغبون في المشاركة في الحركة الكشفية لأماكن الصبيان الوحيد مختلفة في جميع أنحاء العالم، والحركة تطورت بطرق متنوعة. في بعض الأماكن، وحاولت الفتيات للانضمام إلى المنظمات الكشفية وتقرر أن المنظمات أحد الجنسين هي من أفضل الكشافة أماكن أخرى، "وبدأت جماعات، وبعض منهم في وقت لاحق إلى الانفتاح على الأولاد أو الاندماج مع البنين المنظمات. وفي حالات أخرى، تشكلت مجموعات مختلطة، وأحيانا إلى انقسام في وقت لاحق. وبنفس الطريقة، تم استخدام اسم المرشدات أو فتيات الكشافة من قبل الجماعات في أوقات مختلفة وفي أماكن مختلفة، مع بعض الجماعات تغير من واحد إلى آخر.

## روابط خارجية
- الرابطة العالمية للمرشدات وفتيات الكشافة